# Kylie Auldist
Kylie Auldist (Broken Hill, 20 settembre 1968) è una cantante australiana.

## Biografia
Kylie Auldist ha avviato la sua carriera come corista per Renée Geyer e Jimmy Barnes e come membro di numerosi gruppi come Curtis Late, Secret Masters, Small Fish Deep Sea, Megabias, Polyester e The Bamboos. Nel 2008 ha firmato un contratto con la Tru Thoughts. L'anno successivo ha collaborato con i Cookin' on 3 Burners in This Girl, il cui remix del 2016 realizzato da Kungs è divenuto un grande successo nelle classifiche europee. A dicembre 2014 si è esibita al Woodford Folk Festival.
Tra il 2013 e il 2016 ha vinto due Music Victoria Awards, rispettivamente per gli album Still Life e Family Tree, mentre nel 2018 è stata candidata ad un APRA Music Award.

## Discografia

### Album in studio
- 2008 – Just Say
- 2009 - Made of Stone
- 2012 - Still Life
- 2016 – Family Tree
- 2020 – This Is What Happiness Looks Like

### EP
- 2013 – Taste (Taste feat. Kylie Auldist)

### Singoli

#### Come artista principale
- 2008 - Community Service Announcement
- 2009 - In a Week, In a Day
- 2009 - It's On / Made of Stone
- 2012 - Counting on You / Changes
- 2012 - Nothing Else to Beat Me
- 2015 - Sensational
- 2016 - Family Tree
- 2017 - Jokes on Me (con Si Tew)
- 2017 - Say that You Love Me (con Smallnaturals)
- 2018 - Say That You Love Me (con Huko)
- 2020 - Is It Fun? / Everythink

#### Come artista ospite
- 2007 - One (Simon Grey feat. Kylie Auldist)
- 2009 - This Girl (Cookin' on 3 Burners feat. Kylie Auldist)
- 2010 - On the Sly (The Bamboos feat. Kylie Auldist)
- 2012 - What Happened? (Efferan Pearce feat. Kylie Auldist)
- 2012 - You're All Show (Aldo Vanucci feat. Kylie Auldist)
- 2013 - Gentle (Michael Meeking feat. Kylie Auldist)
- 2013 - Departure (Dan Webb feat. Kylie Auldist)
- 2015 - Love and Money (Southlight feat. Kylie Auldist)
- 2016 - Mind Made Up (Cookin' on 3 Burners feat. Kylie Auldist)
- 2017 - You Make Me Feel I Can Change the World (Soulnaturals feat. Kylie Auldist)
- 2017 - Ride of Your Life (Marc Vedo feat. Kylie Auldist)
- 2017 - Raise Your Hands (Marc Vedo feat. Kylie Auldist)
- 2017 - Deep Fried Love (Tropicana Slim feat. Kylie Auldist)
- 2019 - Get a Hold on This (Aldo Vanucci feat. Kylie Auldist)
- 2019 - I Must Be Doing Something Right (Mind Electric feat. Kylie Auldist)
- 2020 - Soul Sinister (Mono Delux feat. Kylie Auldist)
- 2020 - The Truth (FDVM feat. Kylie Auldist)